# عرقون مميز
عرقون مميز (الاسم العلمي: Euphrasia insignis) هي نوع نباتي يتبع جنس العرقون من الفصيلة الجعفيلية.  